# Piranga dentada
La piranga dentada (Piranga lutea) és un ocell de la família dels cardinàlids (Cardinalidae).

## Hàbitat i distribució
Habita boscos i sabanes d'Amèrica Central i del Sud, des de Costa Rica i Panamà, cap al sud. a través de Colòmbia fins Bolívia, Veneçuela, Guaianes i nord del Brasil.

## Taxonomia
Considerada un grup subespecífic de la piranga hepàtica (Piranga hepatica) passa a ser considerada una espècie de ple dret arran alguns estudis de principis de segle xxi.